# 卡热乡
卡热乡，是中华人民共和国西藏自治区山南市浪卡子县下辖的一个乡镇级行政单位。

## 行政区划
卡热乡下辖以下地区：
张麦村、江热村、边据村、卡普村、彭珠村和最堆村。